# Délia
A Délia görög eredetű mitológiai női név, jelentése: Délosz szigetén született. Artemisz istennő mellékneve.

## Gyakorisága
Az 1990-es években szórványos név, a 2000-es években nem szerepel a 100 leggyakoribb női név között.

## Névnapok
- január 22.[2]
- június 6.[2]
- október 20.[2]

## Híres Déliák
- Artemisz istennő mellékneve
- Delia Boccardo olasz színésznő